# Those Darlins
Those Darlins — рок-н-рольний гурт з Нешвілла, штат Теннессі, що грав у 2006–2016 роках. Гурт випустив три альбоми: однойменний дебютний альбом у стилі альт-кантрі Those Darlins у 2009 році, альбом Screws Get Loose у стилі гаражного року в 2011 році та більш класичний рок-н-рол Blur the Line у 2013 році. Гурт також володіє та керує власним лейблом Oh Wow Dang Records.

## Історія

### Походження
Джессі Зазу, Ніккі Кварнс і Келлі Андерсон створили Those Darlins після зустрічі в Southern Girls Rock & Roll Camp у Мерфрісборо, Теннессі . 
Вони почали з кавер-версій пісень Carter Family  та використовували традицінні південні інструменти, включаючи пральні дошки та чечітку, а також менш традиційні, такі як баритон-укулеле. Вони взяли собі сценічний псевдонім "Darlin", який використовували до від'їзду Андерсона у 2012 році.
Вони випустили свій перший сингл Wild One в 2008 і були висвітлені завдяки Pitchfork Media. Незадовго після релізу, Дан Ауербах з The Black Keys попросив гурт відіграти на розігріві в його сольному турі по США.

### Those Darlins(однойменний)
Гурт об'єднався з Джеффом Кертіном з Small Black(який раніше працював над альбомом Vampire Weekend), щоб записати свій дебютний альбом. Альбом поєднує звучання Аппалачів та альт-кантрі, за який вони були відомі, з рокабіллі та рок-н-ролом. Перший сингл з альбому, "Red Light Love", буде використано у рекламі Kia Sorento.
Для просування свого однойменного альбому гурт гастролював разом з іншими рок-колективами, такими як Dr. Dog, The Features, The King Khan & BBQ Show та JEFF the Brotherhood. 

### Screws Get Loose

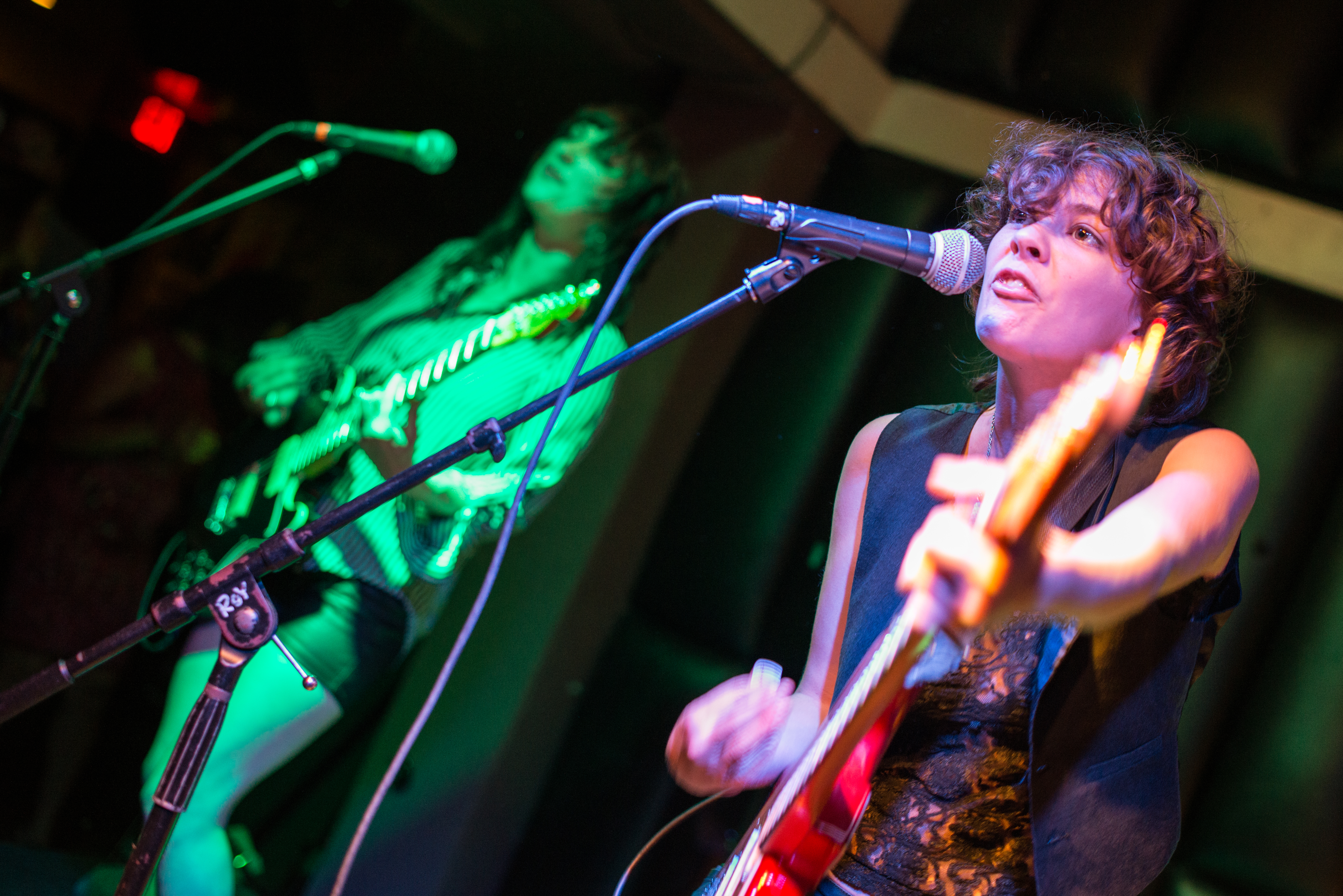
Those Darlins виступають у Сан-Дієго в 2014 році

Після спільних гастролей після дебютного альбому гурт запросив досвідченого барабанщика Лінвуда Регенсбурга приєднатися до колективу офіційним учасником і партнером з написання пісень. У 2011 році четвірка вирушила до студії, щоб записати наступний альбом, знову з Джеффом Кертіном та Едом Роулзом, відомим своєю роботою з такими гаражними рок-гуртами з Атланти, як Black Lips і ранніми Deerhunter. 
Під впливом цих людей другий альбом гурту Screws Get Loose отримав більш агресивне звучання гаражного року, яке Роберт Крістгау з NPR та Village Voice назвав "занудним, нахабним, панківським написанням пісень з настроєм десь між Be Your Own Pet та The Donnas, тільки розумнішим".  На підтримку альбому гурт випустив відеокліпи на сингли "Screws Get Loose"  і «Be Your Bro».  Гурт гастролював разом з Best Coast, Drive-By Truckers і Old 97's у США  і вирушив у свій перший європейський тур на початку 2012 року. 

### Відхід Келлі Андерсон
У лютому 2012 року Those Darlins оголосили, що член-засновник Келлі Андерсон залишить групу, щоб зайнятися іншими музичними проєктами та професійними підприємствами.  Згодом її замінить басист Адріан Баррера, який раніше гастролював з групою, будучи учасником Gentlemen Jesse & His Men.  

### Blur the Line
На початку 2013 року Those Darlins повернулися до студії, щоб працювати над своїм третім альбомом, записуючи його цього разу в їхньому рідному місті Нешвіллі з продюсером Роджером Мутенотом ( Yo La Tengo, John Cale, JEFF the Brotherhood ). Перед офіційним оголошенням альбому гурт повісив банер із зображенням обкладинки, на якому видно оголені ноги й торси чотирьох учасників гурту, перед магазином звукозаписів Grimey's New & Preloved Music у Нешвіллі. Місцевий філіал Fox News та WZTV опублікували матеріали банеру,  що викликало обурення показом цього зображення в громадських місцях.  Гурт визнав за собою авторство зображення, але стверджував, що суперечки, які воно викликало, були ненавмисними.
Незабаром після цього журнал Paste оголосив, що третій альбом гурту, Blur the Line, буде випущений 1 жовтня , і поділився відео перших двох синглів, «Oh God»  і «Optimist».  SPIN назвав альбом «жорстким і спокусливим» , тоді як Blurt сказав, що «таке майстерне написання пісень/аранжування підносить Blur the Line до статусу сучасної класики». 

### Перерва
9 грудня 2015 року гурт оголосив на своїй сторінці у Facebook, що припиняє роботу. «Ми тут, щоб повідомити деякі сумні новини... Those Darlins візьмуть перерву на невизначений термін після останнього туру в січні. Ми справді чудово провели час разом, але настав час змінити напрям. Ми дуже цінуємо всю любов і підтримку наших друзів, шанувальників і родин протягом багатьох років».  17 березня 2016 Those Darlins зіграли свій останній концерт у Baby's All Right у Брукліні. 
Вокалістка Джессі Зазу померла від раку шийки матки 12 вересня 2017 року. Їй було 28 років. 

## Дискографія
Oh Wow Dang Records випустив всі записи, перелічені нижче (за винятком зазначених), але не випускав жодних інших записів. 

### Альбоми
- Those Darlins (2009) [31]
- Screws Get Loose (2011) [32]
- Blur the Line (2013) [33]
- Live at Pickathon (2015) - спільно (з Diarrhea Planet) для Record Store Day 2015 (Easy Sound Recording Co.) [34]

### ЕР
- Wild One (2008) [35]

### Сингли
- "Wild One" ч/б "Drivin' Nails in My Coffin" (2008) [35]
- "Nightgogger" ч/б "Funstix Party" (2010)
- «Be Your Bro» ч/б «Let U Down» (2011) [36]
- «Screws Get Loose (extended version)» ч/б «Prank Call» (2011) [37]
- «Mystic Mind» ч/б «Pet You and Hold You» (2012) [38]
- "Summer's Dead" ч/б "Prison Shanks" (розділений з Heavy Cream) (2012) [39]
- "In the Wilderness (radio edit)" ч/б "Blur the Line" (2013)

### Музичні відео
- «Red Light Love» (2009)
- «Be Your Bro» (2011)
- «Screws Get Loose» (2011)
- «Optimist» (2013)
- «Oh God» (2013)
- «In The Wilderness» (2014)

## Зовнішні посилання
- Former official website на Wayback Machine (архів 16 Березня, 2016)
- Those Darlins facebook page
- Oh Wow Dang Records facebook page
- Those Darlins Interview на Wayback Machine (архів 3 Березня, 2016)